# Bad Guy (bài hát của Billie Eilish)
"Bad Guy" (thường được viết cách điệu bằng chữ in thường) là một bài hát của nghệ sĩ thu âm người Mỹ Billie Eilish nằm trong album phòng thu đầu tay của cô, When We All Fall Asleep, Where Do We Go? (2019). Nó được phát hành vào ngày 29 tháng 3 năm 2019 như là đĩa đơn thứ năm trích từ album bởi Darkroom và Interscope Records. Bài hát được đồng viết lời bởi Eilish với anh trai của cô Finneas O'Connell, người cũng đồng thời chịu trách nhiệm sản xuất nó. Được mô tả như là một bản pop-trap và nu-goth pop với việc sử dụng nhiều loại nhạc cụ khác nhau vào phần giai điệu như synth bass, trống trầm, hiệu ứng búng tay và 808 bass, "Bad Guy" mang nội dung đề cập đến việc một cô gái chế giễu người yêu là một gã tồi và chứng minh rằng cô kiên cường hơn anh trong tình yêu, cũng như truyền tải một số thông điệp liên quan đến sự khinh miệt và châm biếm, đã thu hút nhiều sự liên tưởng đến nội dung trong những bản thu âm cuối cùng của Amy Winehouse.
Một phiên bản phối lại chính thức của "Bad Guy" với sự tham gia góp giọng từ nghệ sĩ thu âm người Canada Justin Bieber, cũng được phát hành. Sau khi phát hành, nó chủ yếu nhận được đánh giá tích cực từ các nhà phê bình âm nhạc, trong đó họ đánh giá cao giai điệu hấp dẫn, nội dung lời bài hát và quá trình sản xuất hiệu quả, đồng thời so sánh với một số tác phẩm được thể hiện bởi The White Stripes, Lorde và Fiona Apple. Ngoài ra, "Bad Guy" cũng tiếp nhận những thành công vượt trội về mặt thương mại, đứng đầu các bảng xếp hạng ở Úc, Canada, Phần Lan, New Zealand và Na Uy, đồng thời lọt vào top 10 ở hầu hết những khu vực bài hát xuất hiện, bao gồm vươn đến top 5 ở nhiều thị trường nổi bật như Áo, Đan Mạch, Pháp, Đức, Ireland, Ý, Hàn Quốc, Thụy Điển, Thụy Sĩ và Vương quốc Anh. Tại Hoa Kỳ, nó đứng đầu bảng xếp hạng Billboard Hot 100 sau chín tuần ở vị trí thứ hai, trở thành đĩa đơn quán quân đầu tiên của Eilish tại đây.
Video ca nhạc cho "Bad Guy" được đạo diễn bởi Dave Meyers, trong đó bao gồm những cảnh Eilish tham gia vào nhiều hoạt động khác nhau, như nhảy múa điên cuồng và ngồi trên lưng một người đàn ông đang thực hiện động tác hít đất. Nó đã tiếp nhận nhiều sự chú ý và bàn luận trái chiều từ giới chuyên môn bởi những hình ảnh mang tính chất lập dị, cũng như gặt hái bốn đề cử tại giải Video âm nhạc của MTV năm 2019 ở hạng mục Video của năm, Video Pop xuất sắc nhất, Đạo diễn xuất sắc nhất và Biên tập xuất sắc nhất, và chiến thắng một giải sau. Để quảng bá bài hát, nữ ca sĩ đã trình diễn "Bad Guy" trên nhiều chương trình truyền hình và lễ trao giải lớn, như Jimmy Kimmel Live!, Lễ hội Nghệ thuật và Âm nhạc Thung lũng Coachella năm 2019 và Lễ hội Glastonbury năm 2019, cũng như trong nhiều chuyến lưu diễn của cô. Kể từ khi phát hành, nó đã được hát lại và sử dụng làm nhạc mẫu bởi nhiều nghệ sĩ khác nhau, bao gồm Melissa McCarthy, Alexandra Stan, Bastille và Two Door Cinema Club.

## Danh sách bài hát
- Tải kĩ thuật số

1. "Bad Guy" – 3:14

- Tải kĩ thuật số - Phối lại[1]

1. "Bad Guy" (với Justin Bieber) – 3:14

## Đội ngũ thực hiện
Đội ngũ thực hiện được trích từ Tidal.
- John Greenham – kỹ sự master, nhân sự phòng thu
- Rob Kinelski – phối khí, nhân sự phòng thu
- Billie Eilish O'Connell – giọng hát, viết lời
- Finneas O'Connell – viết lời, sản xuất

## Xếp hạng
| Bảng xếp hạng (2018-19)                   | Vị trí cao nhất |
| ----------------------------------------- | --------------- |
| Argentina (Argentina Hot 100)             | 20              |
| Úc (ARIA)                                 | 1               |
| Áo (Ö3 Austria Top 40)                    | 2               |
| Bỉ (Ultratop 50 Flanders)                 | 3               |
| Bỉ (Ultratop 50 Wallonia)                 | 3               |
| Brazil (Top 100 Brasil)                   | 2               |
| Canada (Canadian Hot 100)                 | 1               |
| Colombia (National-Report)                | 22              |
| CIS (Tophit)                              | 1               |
| Cộng hòa Séc (Rádio Top 100)              | 7               |
| Cộng hòa Séc (Singles Digitál Top 100)    | 1               |
| Đan Mạch (Tracklisten)                    | 2               |
| Estonia (IFPI)                            | 1               |
| Phần Lan (Suomen virallinen lista)        | 1               |
| Pháp (SNEP)                               | 5               |
| Đức (Official German Charts)              | 4               |
| Hy Lạp (IFPI)                             | 1               |
| Hungary (Rádiós Top 40)                   | 1               |
| Hungary (Dance Top 40)                    | 1               |
| Hungary (Single Top 40)                   | 1               |
| Hungary (Stream Top 40)                   | 1               |
| Ireland (IRMA)                            | 2               |
| Ý (FIMI)                                  | 2               |
| Nhật Bản (Japan Hot 100)                  | 17              |
| Luxembourg Nhạc số (Billboard)            | 3               |
| Mexico Phát thanh (Billboard)             | 1               |
| Hà Lan (Dutch Top 40)                     | 9               |
| Hà Lan (Single Top 100)                   | 5               |
| New Zealand (Recorded Music NZ)           | 1               |
| Na Uy (VG-lista)                          | 1               |
| Ba Lan (Polish Airplay Top 100)           | 9               |
| Bồ Đào Nha (AFP)                          | 4               |
| Rumani (Airplay 100)                      | 41              |
| Nga Airplay (Tophit)                      | 1               |
| Scotland (OCC)                            | 3               |
| Slovakia (Rádio Top 100)                  | 55              |
| Slovakia (Singles Digitál Top 100)        | 1               |
| Hàn Quốc (Gaon)                           | 5               |
| Tây Ban Nha (PROMUSICAE)                  | 17              |
| Thụy Điển (Sverigetopplistan)             | 2               |
| Thụy Sĩ (Schweizer Hitparade)             | 2               |
| Anh Quốc (OCC)                            | 2               |
| Hoa Kỳ Billboard Hot 100                  | 1               |
| Hoa Kỳ Alternative Songs (Billboard)      | 1               |
| Hoa Kỳ Adult Pop Airplay (Billboard)      | 6               |
| Hoa Kỳ Dance Club Songs (Billboard)       | 23              |
| Hoa Kỳ Dance/Mix Show Airplay (Billboard) | 5               |
| Hoa Kỳ Pop Airplay (Billboard)            | 1               |
| Hoa Kỳ Rhythmic (Billboard)               | 38              |
| Hoa Kỳ Rock Airplay (Billboard)           | 2               |
| Hoa Kỳ Rolling Stone Top 100              | 3               |

| Bảng xếp hạng (2019)                  | Vị trí |
| ------------------------------------- | ------ |
| Australia (ARIA)                      | 3      |
| Austria (Ö3 Austria Top 40)           | 2      |
| Belgium (Ultratop Flanders)           | 4      |
| Belgium (Ultratop Wallonia)           | 6      |
| Canada (Canadian Hot 100)             | 3      |
| CIS (Tophit)                          | 3      |
| Denmark (Tracklisten)                 | 5      |
| Germany (Official German Charts)      | 6      |
| Ireland (IRMA)                        | 3      |
| Israel (Galgalatz)                    | 1      |
| Japan (Japan Hot 100)                 | 71     |
| Latvia (LAIPA)                        | 1      |
| Netherlands (Dutch Top 40)            | 58     |
| Netherlands (Single Top 100)          | 13     |
| New Zealand (Recorded Music NZ)       | 3      |
| Paraguay (SGP)                        | 53     |
| Poland (ZPAV)                         | 61     |
| Russia Airplay (Tophit)               | 2      |
| South Korea (Gaon)                    | 14     |
| Sweden (Sverigetopplistan)            | 5      |
| Switzerland (Schweizer Hitparade)     | 6      |
| Ukraine Airplay (Tophit)              | 47     |
| UK Singles (Official Charts Company)  | 4      |
| US Billboard Hot 100                  | 4      |
| US Adult Top 40 (Billboard)           | 23     |
| US Dance/Mix Show Airplay (Billboard) | 12     |
| US Mainstream Top 40 (Billboard)      | 8      |
| US Rock Airplay (Billboard)           | 13     |
| US Rolling Stone Top 100 Songs        | 5      |

| Bảng xếp hạng (2010-19) | Vị trí |
| ----------------------- | ------ |
| Israel (Galgalatz)      | 44     |
| US Billboard Hot 100    | 61     |

## Chứng nhận
| Quốc gia | Chứng nhận  | Số đơn vị/doanh số chứng nhận |
| --- | ----------- | ----------------------------- |
| Úc (ARIA) | 6× Bạch kim | 420.000‡                      |
| Áo (IFPI Áo) | Vàng        | 15.000‡                       |
| Bỉ (BEA) | 2× Bạch kim | 80.000‡                       |
| Canada (Music Canada) | 6× Bạch kim | 480.000‡                      |
| Đan Mạch (IFPI Đan Mạch) | 2× Bạch kim | 90.000‡                       |
| Pháp (SNEP) | Kim cương   | 333.333‡                      |
| Đức (BVMI) | Bạch kim    | 300.000‡                      |
| Ý (FIMI) | 3× Bạch kim | 150.000‡                      |
| México (AMPROFON) | 3×          | 480.000‡                      |
| New Zealand (RMNZ) | 3× Bạch kim | 90.000‡                       |
| Na Uy (IFPI) | Bạch kim    | 60.000‡                       |
| Ba Lan (ZPAV) | 3× Bạch kim | 60.000‡                       |
| Bồ Đào Nha (AFP) | 2× Bạch kim | 20.000‡                       |
| Tây Ban Nha (PROMUSICAE) | 2× Bạch kim | 80.000‡                       |
| Anh Quốc (BPI) | 2× Bạch kim | 1.200.000‡                    |
| Hoa Kỳ (RIAA) | Bạch kim    | 1.000.000‡                    |
| Streaming |             |                               |
| Hàn Quốc (KMCA) | Bạch kim    | 100.000.000*                  |
| * Chứng nhận dựa theo doanh số tiêu thụ. ^ Chứng nhận dựa theo doanh số nhập hàng. ‡ Chứng nhận dựa theo doanh số tiêu thụ và phát trực tuyến. |             |                               |